# Ludovico Gimignani
Ludovico Gimignani, född 1643 i Rom, död 26 juni 1697 i Zagarolo, var en italiensk barockkonstnär och ledamot av Accademia di San Luca. Han utförde altarmålningar och fresker för Roms kyrkor, bland andra San Silvestro in Capite, San Crisogono, Sant'Andrea delle Fratte och Santa Maria in Montesanto.

## Bilder

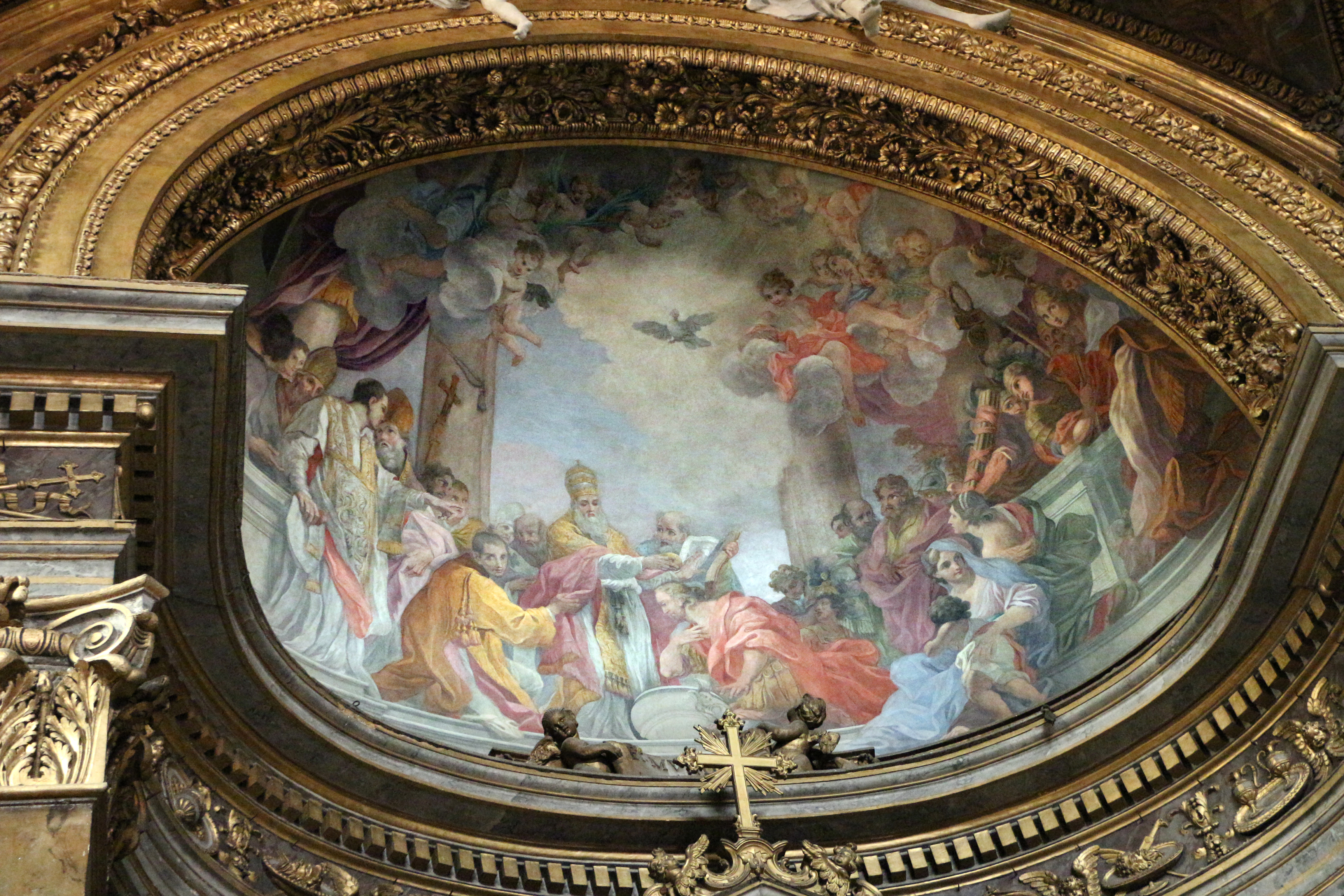
Påve Silvester I döper Konstantin. Fresk i absiden i San Silvestro in Capite.
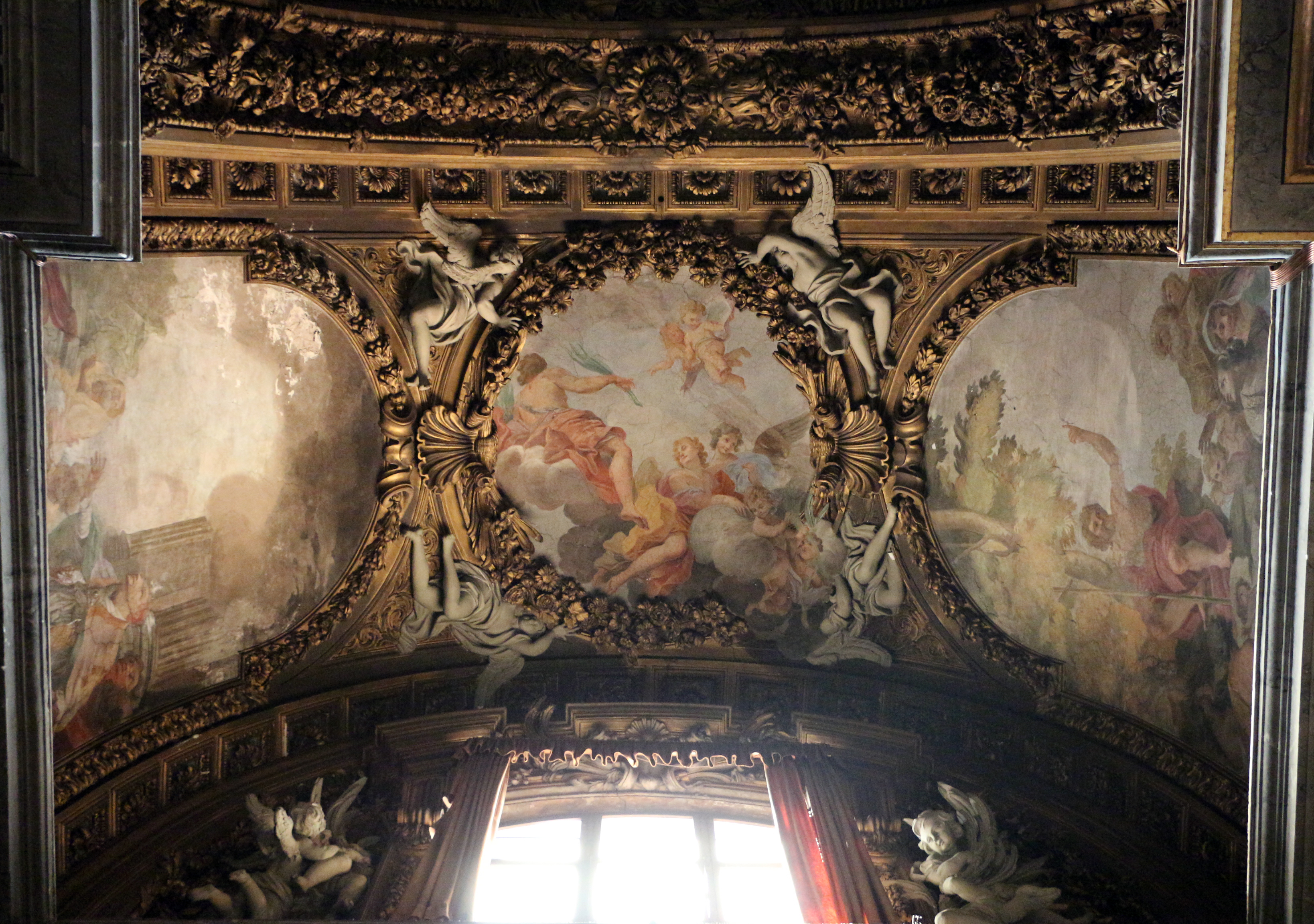
Påve Silvester I predikar mot avgudabilder, Änglarnas härlighet samt Johannes Döparen predikar. Fresker i vänster tvärskepp i San Silvestro in Capite.
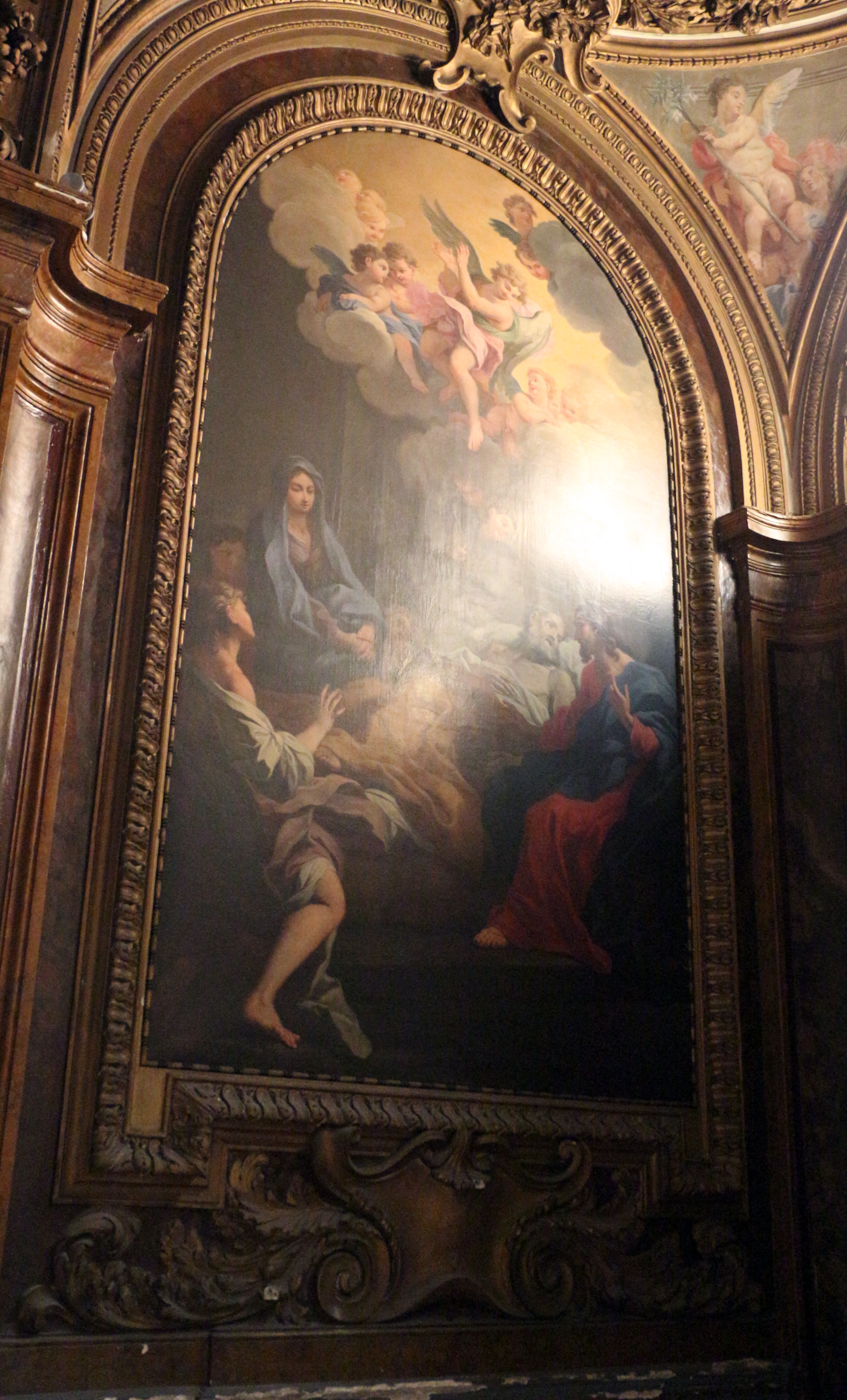
Den helige Josefs död. Cappella dei Santi Giuseppe e Marcello i San Silvestro in Capite.